# Федосов, Николай Иосифович
Николай Иосифович Федосов (род. 20 декабря 1948 года, Черемхово Иркутская область) — специалист в области физической электроники. Доктор физико-математических наук, профессор, заведующий кафедрой высшей математики Северского технологического института Национального исследовательского ядерного университета (НИЯУ) МИФИ. Почетный работник высшего профессионального образования РФ (1999).

## Биография
Николай Иосифович Федосов родился 20 декабря 1948 года в городе Черемхово Иркутской области в семье учителя. В 1966 году окончил среднюю школу в г. Черемхово и поступил учиться на электрофизический факультет Томского политехнического института (ТПИ, ныне Томский политехнический университет, ТПУ). В 1971 году окончил институт по специальности «Физическая электроника». Продолжил обучение в аспирантуре. В 1973—1976 годах учился в аспирантуре Томского политехнического института по специальности «Физика атомного ядра и космических лучей».
Получив высшее образование, Николай Иосифович Федосов с 1971 по 1973 год работал инженером на кафедре теоретической и экспериментальной физики ТПИ, в 1976—1978 годах занимал в институте должность ассистента кафедры высшей математики. В дальнейшем, с 1978 года работал в отделе № 1 ТПИ (Северский технологический институт Национального исследовательского ядерного университета «МИФИ»). С 1978 года в томском институте занимал должности на кафедре высшей математики от ассистента до профессора. С 1987 года работает заведующим кафедрой высшей математики.
В 1978 году защитил кандидатскую диссертацию на тему: «Некоторые вопросы классической и квантовой теории излучения». В 1991 году в Томском государственном университете защитил докторскую диссертацию на тему: «Классическая и квантовая теория радиационных процессов во внешних электромагнитных полях». Получил ученую степень доктора физико-математических наук и звание профессора (1995). Своим учителем считает октора физико-математических наук, профессора, заведующего кафедрой теоретической и экспериментальной физики Томского политехнического института Владислава Гаврииловича Багрова.
Область научных интересов: история естествознания, излучение электрона, движущегося по дуге окружности при произвольных углах отклонения, взаимодействие электромагнитного излучения с заряженными частицами. Николай Иосифович в свое время теоретически предсказал радиационную самополяризацию электронов, движущихся в электромагнитном поле.
Одновременно с научной работой, Николай Иосифович Федосов ведет педагогическая деятельность в Томском политехническом университете и в Северском технологическом институте. Читает лекции: «Спецглавы высшей математики», «Теория вероятностей и математическая статистика», «История естествознания» и др.